# Rolls-Royce
Rolls-Royce je engleska tvornica automobila i avionskih motora, koju su 1906. osnovali Charles Stewart Rolls i Henry Royce. Tvrtka je kroz svoju povijest imala nekoliko vlasnika, a današnji vlasnik je od 2003. godine BMW.

## Povijest

### Rolls-Royce Limited
Henry Royce je svoj prvi automobil proizveo 1904. godine u Manchesteru. Kasnije te godine je upoznao Charlesa Rollsa te je dogovoreno da će Royce proizvoditi automobile, dok će ih Rolls prodavati. Tvrtku su osnovali 1906. i dali joj naziv Rolls-Royce. Prvi model bio je Silver Ghost, koji se proizvodio sve do 1925. U tom razdoblju su napravili 6.127 primjeraka tog modela.
Godine 1931. tvrtka Rolls-Royce kupila je tada posrnulog automobilskog proizvođača Bentley. Od tada pa sve do 2002. Rolls-Royce i Bentley su se razlikovali samo po prednjoj masci i manjim detaljima.
Godine 1946. cjelokupna proizvodnja Rolls-Roycea i Bentleya se seli iz Derbya u Crewe.
odine 1971. tvrtka je zapala u teške financijske probleme, uglavnom zbog skupog razvoja novog avionskog motora, te je podijeljena na dva dijela. Automobilski dio proizvodnje se odvojio te je osnovana tvrtka Rolls-Royce Motors, dok je onaj avionski nazvan Rolls-Royce plc.

#### Automobili
- 1904–06 10 hp
- 1905–05 15 hp
- 1905–08 20 hp
- 1905–06 30 hp
- 1905–06 V-8
- 1906–25 40/50 Silver Ghost
- 1922–29 Twenty
- 1925–29 40/50 Phantom
- 1929–36 20/25
- 1929–35 Phantom II
- 1936–38 25/30
- 1936–39 Phantom III
- 1939–39 Wraith
- 1946–59 Silver Wraith
- 1949–55 Silver Dawn
- 1950–56 Phantom IV
- 1955–65 Silver Cloud
- 1959–68 Phantom V
- 1968–92 Phantom VI
- 1965–80 Silver Shadow

### Rolls-Royce Motors
Rolls-Royce Motors je osnovan 1973., dok je Rolls-Royce Limited ostao orijentiran samo na proizvodnju avionskih motora. Proizvodnja automobila je nastavljena bez većih financijskih poteškoća.
1980. Rolls-Royce je kupila obitelj Vickers te su bili njegovi vlasnici sve do 1998. kada su ga odlučili prodati. To razdoblje u povijesti Rolls-Roycea je znano kao mirno razdoblje jer nije bilo značajnijih novih modela. No prilikom prodaje došlo je do prave zavrzlame.

#### Automobili
- 1965–80 Silver Shadow
- 1968–91 Phantom VI
- 1971–96 Corniche I-IV
- 1975–86 Camargue
- 1980–98 Silver Spirit/Silver Spur

### Rolls-Royce Motor Cars
Obitelj Vickers je 1998. odlučila prodati sva prava na Rolls-Royce. Najizgledniji kupac bio je BMW, koji je već snabdijevao Rolls-Royce i Bentley motorima i ostalim komponentama. Ali BMW-ova konačna ponuda od 340 milijuna funti je nadmašena Volkswagenovom ponudom od 430 milijuna funti. No Rolls-Royce plc, proizvođač avionskih motora, odlučio je ne prodati Rolls-Royce VW-u nego BMW-u. VW je ipak uspio kupiti prava na "Spirit of Ecstasy", poznati logo RR-a. Nakon prave zavrzlame koja je nastala BMW i VW su napravili dogovor. Od 1998. do 2002. BMW će dobavljati motore, koristiti imena, ali će od 1. siječnja 2003. godine, samo BMW moći koristiti ime Rolls-Royce, a samo VW ime Bentley.
Sjedište tvrtke je od 2003. u Goodwoodu.

#### Automobili
- 2003. - danas : Rolls-Royce Phantom
- 2007. - danas : Phantom Drophead Coupé
- 2008. - danas : Phantom Coupé
- 2009. - danas : Ghost

## Prodaja
| Godina | Ukupna prodaja |
| ------ | -------------- |
| 2005.  | 796            |
| 2006.  | 805            |
| 2007.  | 1,010          |
| 2008.  | 1,212          |
| 2009.  | 1,002          |
| 2010.  | 2,711          |

## Poveznice
- Popis proizvođača automobila

## Vanjske poveznice
- Službena stranica - Ujedinjeno Kraljevstvo
- Službena stranica - Sjedinjene Američke Države